# Алиева, Мария Григорьевна

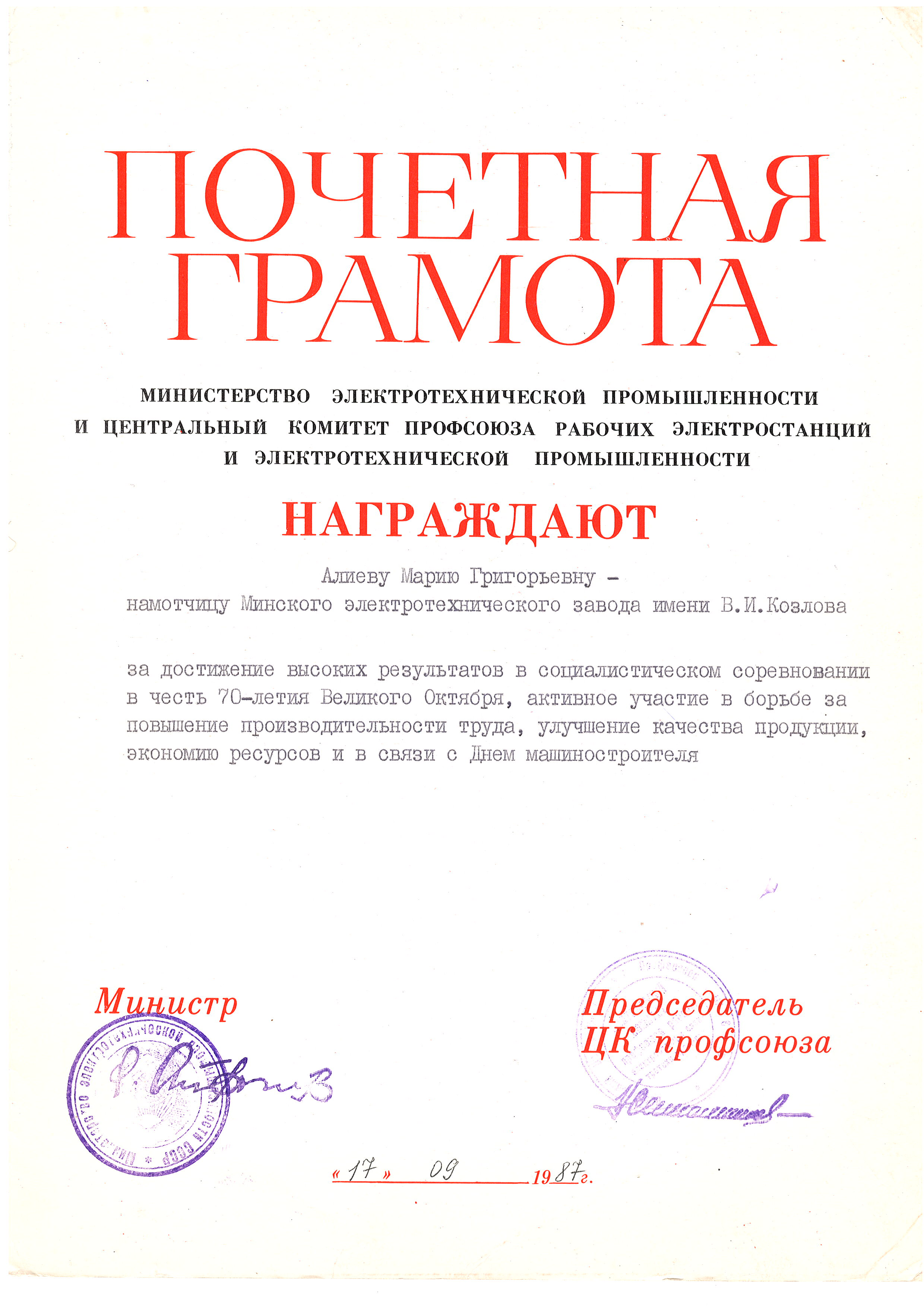
Почетная грамота Министерства электротехнической промышленности СССР. 1987

Мария Григорьевна Алиева (бел. Марыя Рыгораўна Аліева, 1 января 1953, д. Остров, Ляховичский район, Барановичская область, БССР — 24 ноября 2020, Минск) — белорусский профсоюзный деятель и лидер женского движения.

## Биография
Родилась 1 января 1953 года в д. Остров Ляховичского района Барановичской области в крестьянской семье. Окончила Островскую среднюю школу и переехала в Минск к брату и сестре.

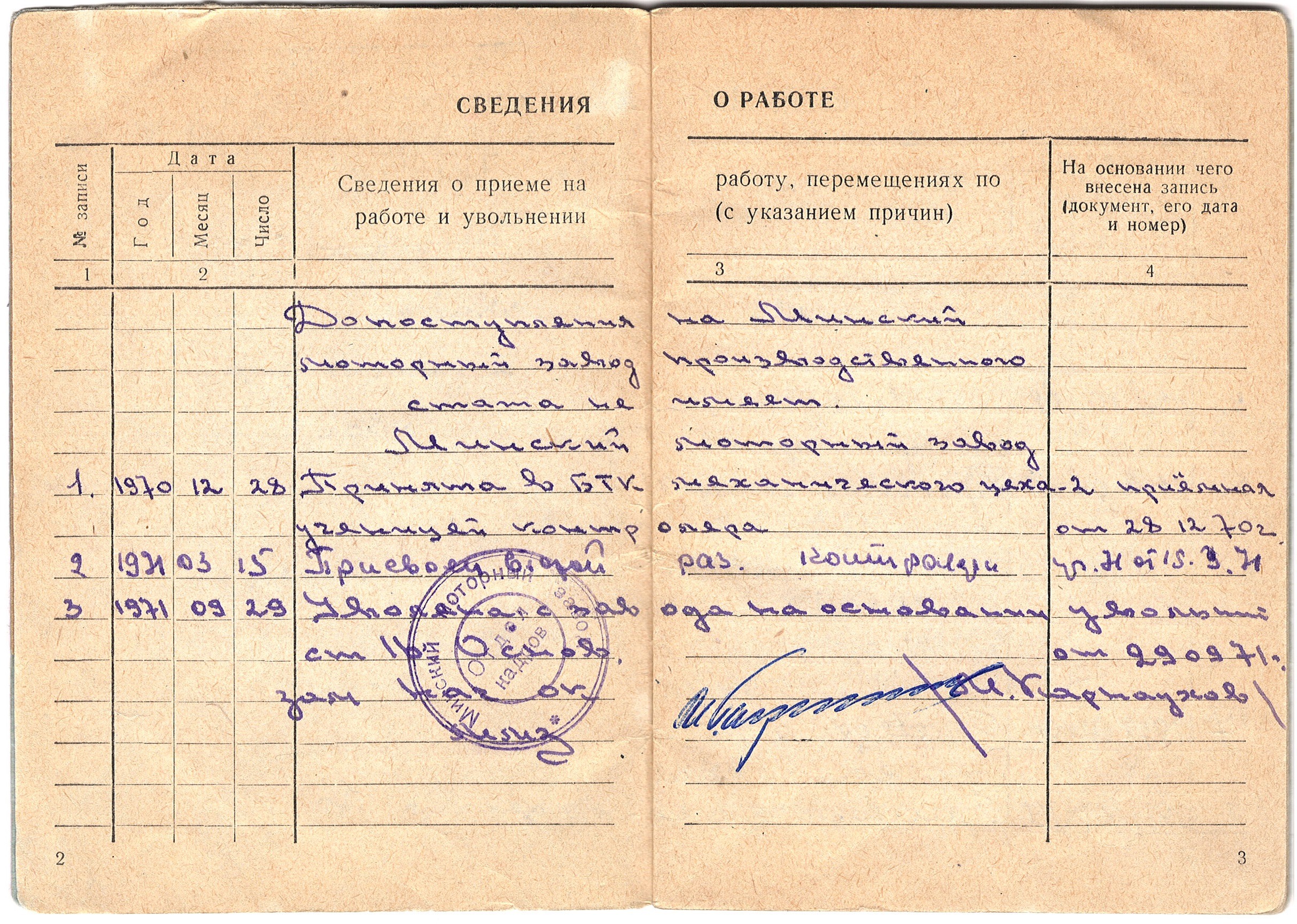
Трудовая книжка Марии Алиевой

В конце декабря 1970 года устроилась на работу помощником контролера, с марта 1971 года стала работать контролером на Минском моторном заводе, однако, мало зарабатывала. С 1971 по 1993 годы работала намотчицей катушек на Минском электротехническом заводе, в одном цеху на одном участке на одном станке.
На работе познакомилась с будущим мужем. В 1981 году в семье родилась дочь Нармина, а в 1984 году Мария Алиева развелась и с тех пор воспитывала ребенка одна, без помощи бывшего супруга.
На заводе вступила в Коммунистическую партию, а в 1991 году вышла из нее.
В 2019 году перенесла инсульт, с тех пор здоровье сильно пошатнулось. 24 ноября 2020 года получила протокол на свою дочь за участие в массовых протестах, сильно разволновалась. В этот же день во время разговора по телефону ей стало плохо, она скоропостижно скончалась от остановки сердца. Похоронена на родине, в деревне Остров Ляховичского района Брестской области.

## Профсоюзная деятельность
Стала одним из организаторов забастовки рабочих Минского электротехнического завода, которая началась 3 апреля 1991 года. Когда часть рабочих колебалась, присоединиться к бастующим или нет, Алиева схватила большие ножницы и стала перерезать провода, на которые наматывались трансформаторные катушки. В результате станки замерли и началась забастовка. Вместе с рабочими участвовала в блокировке движения трамваев на улице Долгобродской в Минске. Рабочие кричали: «Алиева, веди нас в Верховный Совет!». В тот день Мария Алиева решила не вести людей к Дому правительства, мотивируя это тем, что власти сами придут к ним с переговорами. Так и случилось.
Во время апрельских забастовок 1991 года присоединилась к рабочему движению в Беларуси, вошла в состав Минского городского стачкома. 10 апреля 1991 года, когда спецназ перекрыл дорогу к Дому правительства во время шествия тысяч рабочих, колонна остановилась. Тогда Алиева двинулась вперед, полагая, что женщину силовики бить не будут, в результате спецназ расступился и люди двинулись дальше.
В дни августовского путча агитировала народ выступить против путчистов.
С декабря 1993 года по январь 1995 года работала вице-президентом Белорусского конгресса демократических профсоюзов. С февраля 1995 года по март 1997 года и с апреля 1999 года по сентябрь 2001 года работала управляющим делами Свободного профсоюза Белорусского. С 29 марта 1997 года по 26 апреля 1999 года — председатель Свободного профсоюза Белорусского.
Она была одним из организаторов «Марша пустых кастрюль» против бедности и голода, который прошел в Минске 22 февраля 1997 года и собрал более 1500 участников.
За свою работу в профсоюзной сфере в 1999 году получила премию Федерации нидерландских профсоюзов.
С сентября 2001 года по март 2007 года работала руководителем представительства Белорусского независимого профсоюза горняков, химиков, нефтепереработчиков, энергетиков, транспортников, строителей и других рабочих в Минске.

## Общественно-политическая деятельность
С 15 марта 1998 года по 15 января 2005 года была председателем Совета Белорусской организации трудящихся женщин (БОТЖ), у истоков которой стояла. Под ее руководством БОТЖ создавал информационно-правовые центры для бесплатной помощи женщинам, оказавшимся в трудных жизненных ситуациях, занимался правовым просвещением населения, организовывал семинары, встречи с депутатами, государственными чиновниками и работодателями для обсуждения местных проблем, участвовал в избирательных кампаниях, развивал международное сотрудничество.
Накануне 90-летия провозглашения Белорусской Народной Республики занималась информационно-агитационной работой. 22 марта 2008 года была задержана в минском районе Серебрянка во время распространения независимого издания «Вольная Серабранка» и помещена в изолятор временного содержания на улице Окрестина. 24 марта 2008 года судом Ленинского района Минска за нарушение порядка организации и проведения уличных акций оштрафована на 10 базовых величин.
Была членом Белорусской социал-демократической партии (Грамада). 11 марта 2018 года на XVIII съезде партии избрана членом Центрального комитета БСДП.
Накануне и после президентских выборов 2020 года принимала активное участие в общественно-политической жизни страны. Являлась участницей протестов против фальсификации итогов выборов, в том числе «маршей пенсионеров».

## Награды
- Почетная грамота Министерства электротехнической промышленности СССР (1987),
- Премия по правам профсоюзов Федерации нидерландских профсоюзов (1999).